# Керквуд (округ Алпайн, Калифорния)
Керквуд (англ. Kirkwood, ранее Kirk, Kirkwood's, и Roundtop) — статистически обособленная местность в округе Алпайн, штат Калифорния. Известен в основном благодаря расположенному здесь курорту Кирквуд.

## История

Керквуд на карте округа

Зак Кирквуд, владелец крупного рогатого скота, открыл в этих местах трактир в 1863 году. После смерти Кирквуда трактиром управляла его семья вплоть до 1966 года, когда его выкупила крупная инвестиционная группа и превратила его в горный курорт.

## География
Общая площадь местности равна 8,2 км², из которых 5,7 км² составляет земля и 2,5 км² — вода.

## Демография
По данным переписи 2000 года, население Керквуда составляет 96 человек. Плотность равна 11,7 человек на квадратный километр. Расовый состав местности составил 87,50% белых, 2,08% коренных американцев, 2,08% азиатов, 1,04% выходцев из тихоокеанских островов, 7,29% представителей других рас.
Возрастной состав получился следующим: 7,3% — до 18 лет; 62,5% — от 18 до 24 лет; 24,0% — с 25 до 44 лет; 5,2% — от 45 до 64 лет; 1,0% — 65 лет и старше. Средний возраст составил 22 года. На каждые 100 женщин приходится 255,6 мужчин. На каждые 100 женщин возрастом 18 лет и старше насчитывалось 256,0 мужчин.